# Bazylika św. Antoniego w Rybniku
Bazylika św. Antoniego Padewskiego w Rybniku (nieformalnie Katedra Ziemi Rybnickiej) – kościół w śródmieściu w Rybniku, zbudowany w latach 1903–1906. W 1993 roku papież Jan Paweł II nadał jej tytuł bazyliki mniejszej. Jest najwyższą świątynią na Górnym Śląsku, wieże bazyliki wznoszą się na wysokość 95 metrów.

## Historia
Pozwolenie na budowę tej świątyni uzyskał rybnicki proboszcz ks. Franciszek Brudniok, budowniczym zaś był ks. dr Tomasz Reginek. Neogotycką świątynię zaprojektował Ludwig Schneider, architekt rejencyjny z Opola. Wysokogatunkowa cegła, z której zbudowano kościół pochodziła z cegielni przy ul. Strąkowskiego w Wielopolu. 
29 sierpnia 1907 roku nowa świątynia została poświęcona (konsekracji kościoła dokonano 29 września 1915 roku).
27 września 1907 r., dzięki zaangażowaniu ks. Franciszka Brudnioka w bogato zdobionych relikwiarzach umieszczono niewielki fragment Krzyża Świętego, relikwie św. Jacka, św. Jadwigi i św. Antoniego, oraz wycinki materiałów z szat św. Franciszka i św. Klary.
Wybudowanie nowej świątyni w Rybniku doprowadziło do powstania nowych dróg oraz wielu ważnych budynków w okolicy. Neogotycką świątynię z rejonem dworca kolejowego połączyła nowo zaprojektowana i powoli realizowana ulica, dziś znana jako ul. Kościuszki (ówcześnie Kaiser Wilhelm Straße). Na odcinku pomiędzy obu obiektami rozpoczął się proces zabudowywania pustych działek, trwający kilkadziesiąt lat. Tuż przed I wojną światową do użytku oddano Gimnazjum Publiczne (obecnie siedziba I Liceum Ogólnokształcącego im. Powstańców Śląskich).
22 czerwca 1921 r. wskutek eksplozji ośmiu ton materiałów wybuchowych na dworcu kolejowym w Rybniku kościół doznał poważnych uszkodzeń (popękały mury, jedna z wież uległa przechyleniu). Świątynia została zamknięta na dłuższy czas, gdyż spadające cegły powodowały niebezpieczeństwo dla zdrowia i życia wiernych oraz przechodzących w pobliżu osób. 
Działania wojenne w 1945 r. znacznie zniszczyły rybnicką świątynię, szkody zostały ocenione jako wielkie, przez co kościół początkowo był przeznaczony do rozbiórki. Zniszczeniu uległy okna, elementy architektoniczne, część poszycia dachowego, prezbiterium (szczególnie od strony północnej, ulicy Mikołowskiej). Zniszczeniu uległa również większość wyposażenia świątyni, w tym ławki wykorzystywano jako barykady na pobliskich ulicach. Ponadto po zajęciu Rybnika przez Armię Czerwoną wewnątrz bazyliki urządzono warsztat dla broni pancernej.
Od 1 lutego 1952 r. funkcjonowała przy kościele kuracja, która 28 maja 1957 r. przekształcona została w samodzielną parafię pw. św. Antoniego z Padwy. Tego dnia bp Stanisław Adamski mianował ks. Sylwestra Durczoka administratorem parafii Rybnik z tytułem proboszcza. Z ambony rybnickiej świątyni regularnie były wygłaszane antykomunistyczne hasła, przez co proboszcz Sylwester Durczok był często nękany przez Służby Bezpieczeństwa PRL.
14 października 1959 r. spłonęła północna wieża kościoła. Szpic wieży miał konstrukcję stalową, obitą jednak deskami i blachą miedzianą. Łatwopalne elementy spadały w okolicy, powodując zagrożenie dla tłumu gapiów. Rybniccy strażacy bezsilnie przyglądali się żywiołowi, gdyż dysponowali tylko kilkunastometrowymi drabinami, zaś wieża paliła się na wysokości 60-95 metrów. Z powodu pożaru uszkodzone zostały organy, sklepienia i sprzęty liturgiczne. 
Mimo otwartego sporu z władzami komunistycznymi, pozyskano niezbędne funduszy do naprawienia szkód po tragicznym pożarze północnej wieży kościoła. Wiosną 1960 r. rozpoczęły się prace dekarskie, w tym całą stalową konstrukcję pomalowano i poobijano blachą miedzianą. Po remoncie świątynia stała się centrum życia religijnego Rybnika.
30 stycznia 1981 roku w salce akademickiej odbyło się pierwsze zebranie Klubu Inteligencji Katolickiej, którego działalność została zawieszona z chwilą ogłoszenia stanu wojennego. Po jego ogłoszeniu ks. proboszcz Alojzy Klon wraz z grupą parafian zajął się pomocą internowanym w ramach Biskupiego Komitetu Pomocy Uwięzionym i Internowanym. Działalność rybnickiej filii Klubu Inteligencji Katolickiej została reaktywowana w kwietniu 1983 roku. Oddany do użytku w 1988 r. Dom Katechetyczny stał się ośrodkiem kultury chrześcijańskiej.
W 1991 roku rybnicka świątynia została sklasyfikowana w poczet zabytków sztuki. Decyzją Państwowej Służby Ochrony Zabytków w Katowicach, Wojewódzki Konserwator Zabytków orzekł wpisać do rejestru zabytków dawnego województwa katowickiego Kościół parafialny pw. św. Antoniego w Rybniku, "posiadający wybitne walory architektoniczne i urbanistyczne w skali miasta i regionu".
W czerwcu 1993 roku Jan Paweł II specjalną bullą ustanowił kościół pod wezwaniem św. Antoniego Padewskiego bazyliką mniejszą. Rybnicka świątynia w ten sposób dołączyła do trzech innych górnośląskich kościołów – Bazyliki NMP w Piekarach Śląskich, św. Ludwika w Panewnikach oraz Narodzenia Najświętszej Marii Panny w Pszowie – noszących ten sam tytuł.
Rybnicka bazylika coraz częściej była wykorzystywana w ramach inicjatyw kulturalnych. 27 listopada 1999 roku zagrała tutaj swój pierwszy koncert reaktywowana rybnicka orkiestra (zabrzmiało m.in. oratorium „Mesjasz” Georga Friedricha Händla, a orkiestrę oraz połączone chóry poprowadził Mirosław Jacek Błaszczyk).
Na przełomie lat 1999 i 2000 w bazylice przeprowadzono montaż nowych witraży okiennych – łączna ich powierzchnia wynosi ok. 300 m². Witraże w prezbiterium przedstawiają sceny z życia patrona – św. Antoniego Padewskiego.
16 października 2005 roku – w 27 rocznicę wyboru kardynała Karola Wojtyły na papieża – odsłonięto znajdujący się przed bazyliką Pomnik Jana Pawła II.
10 kwietnia 2011 roku w świątyni odsłonięto tablicę pamiątkową poświęconą ofiarom katastrofy polskiego Tu-154 w Smoleńsku.
W 2014 r. zmieniono oświetlenie bazyliki, do tego czasu wykorzystywane były tradycyjne reflektory zainstalowane na ziemi. Zostały one zastąpione przez znacznie tańsze w eksploatacji lampy ledowe, z których część dla podkreślenia walorów architektonicznych świątyni została zamontowana na jej murach. Nowego oświetlenia doczekał się również stojący przed bazyliką pomnik papieża Jana Pawła II.

## Kalendarium budowy
Rok 1903
- 14 września – rozpoczęcie prac budowlanych,
- 18 września – początek prac nad zalewaniem fundamentów pod filary i wieże,
- listopad – mimo deszczu, przymrozków i zamieci śnieżnych kontynuowano murowanie fundamentów,
- 23 listopada – gotowe fundamenty przysypano piaskiem i przerwano roboty na okres zimy.

Rok 1904
- 14 marca – wznowienie prac budowlanych,
- 14 maja – mury kościoła miały już wysokość ok. 2 metrów, z kolei filary wyciągnięto na ok. 4 metry ponad fundamenty,
- 13 czerwca – w święto św. Antoniego wmurowano kamień węgielny pod budowany kościół,
- lipiec – dokończono budowę murów nawy głównej,
- sierpień – rozpoczęto prace ciesielskie nad konstrukcją dachu,
- wrzesień – zakończono budowę murów,
- 15 października – zasklepiono nawy boczne (na tym zakończono sezon budowlany, gdyż rozpoczęły się wczesne mrozy i zawieruchy).

Rok 1905
- 20 marca – rozpoczęto kolejny rok budowy,
- 27 marca – dekarze rozpoczęli krycie dachu dachówką,
- 3-8 kwietnia – ze względu na śnieżyce i mróz prace wstrzymano,
- 12 kwietnia – na plac budowy wkroczyli blacharze, zaczęli m.in. zakładać rynny,
- czerwiec – potężne upały sprawiły, że prace znacząco spowolniły,
- lipiec – ulewne deszcze spowodowały dalsze spowolnienie prac,
- 27 lipca – zakończono prace murarskie na wieżach,
- sierpień – prowadzono prace nad konstruowaniem hełmów wież,
- 22 sierpnia – umocowano krzyże na wieżach (ze względów bezpieczeństwa przycięto ich ramiona),
- 30 października – usunięto wokół budowli płot zabezpieczający; murarze rozpoczęli układanie posadzki,
- 18 listopada – całkowite zakończenie prac budowlanych.

Rok 1906
- wiosna – prace porządkowe wokół nowej budowli; wywożenie gruzu (381 m³) do starej glinianki obok kościoła. Na plac kościelny zaś zwieziono dla wyrównania terenu 2600 m³ żużlu.
- lato-jesień – urządzenia wnętrza kościoła,
- jesień – kościół był już całkowicie gotowy i wyposażony, jednak władze państwowe ciągle nie zatwierdziły wykorzystania budowli do użytku publicznego.

Rok 1907
- 21 stycznia – wydano policyjne zezwolenie na użytkowanie kościoła św. Antoniego w Rybniku,
- 29 sierpnia – uroczyste poświęcenie kościoła.

## Organy
Organy wybudowała w latach 1960-1965 firma Biernacki z Krakowa. Składają się one z dwóch instrumentów: głównego i bocznego umieszczonego za ołtarzem głównym W 2009 roku organy zostały bardzo poważnie uszkodzone poprzez uderzenie pioruna. Organy zostały ponownie uruchomione w 2012 roku. W bazylice odbywają się koncerty organowe. 
Dyspozycja organów głównych:
| Manuał I            | Manuał II                   | Manuał III              | Manuał IV              | Pedał               |
| ------------------- | --------------------------- | ----------------------- | ---------------------- | ------------------- |
| 1. Pryncypał 16'    | 1. Bourdon 8'               | 1. Pryncypał fletowy 8' | 1. Kwintaton 16'       | 1. Majorbas 32'     |
| 2. Pryncypał 8'     | 2. Amabilis 8'              | 2. Viola di Gamba 8'    | 2. Pryncypał włoski 8' | 2. Kontrabas 16'    |
| 3. Koncertflet 8'   | 3. Pryncypał 4'             | 3. Vox coelestis 8'     | 3. Dolce 8'            | 3. Violonbas 16'    |
| 4. Salicet 8'       | 4. Flet miedziany 4'        | 4. Flet kryty 8'        | 4. Flet major 8'       | 4. Subbas 16'       |
| 5. Dubeltflet 8'    | 5. Flet minor 4'            | 5. Oktawa 4'            | 5. Prestant 4'         | 5. Pryncypałbas 8'  |
| 6. Gedackt 8'       | 6. Flautino 2'              | 6. Flet 4'              | 6. Bachflet 4'         | 6. Fletbas 8'       |
| 7. Oktawa 4'        | 7. Sifflet 1'               | 7. Gemshorn 2'          | 7. Pikolo 2'           | 7. Chorałbas 4'     |
| 8. Waldflet 4'      | 8. Kwinta 1 1/3'            | 8. Kwintflet 2 2/3'     | 8. Flageolette 1'      | 8. Pifaro 2'        |
| 9. Rurflet 4'       | 9. Nona 8/9'                | 9. Tercja 1 3/5'        | 9. Nasard 2 2/3'       | 9. Miksturbas 4 ch. |
| 10. Super oktawa 2' | 10. Harmonia Aetherea 5 ch. | 10. Acuta 3 ch.         | 10. Tercflet 1 3/5'    | 10. Basson 32'      |
| 11. Róg nocny 2'    | 11. Obój 8'                 | 11. Mikstura 4 ch.      | 11. Cymbel 3-5 ch.     | 11. Puzon 16'       |
| 12. Oktawa 1'       | 12. Krummhorn 8'            | 12. Klarnet 8'          | 12. Tuba mirabilis 8'  | 12. Trompet 8'      |
| 13. Kwinta 2 2/3'   |                             |                         | 13. Vox humana 8'      |                     |
| 14. Mixtura 4 ch.   |                             |                         |                        |                     |
| 15. Szarf 5 ch.     |                             |                         |                        |                     |
| 16. Trompet 8'      |                             |                         |                        |                     |
| 17. Clairon 4'      |                             |                         |                        |                     |

## Dzwony
7 października 1906 w trakcie poświęcenia przywiezionych dzwonów kościelnych, na placu przed świątynią doszło do napięć pomiędzy ludnością polską i niemiecką, gdyż pierwotnie do uczestnictwa w uroczystości dopuszczeni zostali tylko niemieccy urzędnicy i ich najbliżsi. 
W trakcie I wojny światowej trzy mniejsze dzwony – Sancta Maria, Sancta Nothburga i Sancta Zitta – zostały zarekwirowane przez wojsko w celu ich przetopienia i wykorzystania do celów militarnych. Pozostałych pięć dzwonów – z powodu silnego sprzeciwu mieszkańców - nie spotkał podobny los i nie dotrwały do dziś.
Obecnie bazylika posiada 6 dzwonów. Z okazji jubileuszu 100-lecia świątyni ofiarowano dzwon „Miłosierdzia Bożego”, ważący 3,5 tony. Odlano go w ludwisarni Grassmayr koło Innsbrucka. Posiada płaskorzeźby Katedry Ziemi Rybnickiej, Jezusa Miłosiernego i głowę papieża Jana Pawła II. W listopadzie 2007 dzwon zamontowano w południowej wieży. Odzywa się on w każdy piątek o godzinie 15:00 oraz o północy w Wigilię Świąt Bożego Narodzenia. Jest jednym z największych dzwonów na terenie śląska. Zainstalowano także 15 carillonów (dzwonów strojonych), odlanych w Ludwisarni Rudolfa Pernera w Pasawie, wygrywających melodię pieśni „Antoni, patronie ty nasz”.
Oprócz wspomnianego dzwonu Miłosierdzia Bożego w wieży północnej wisi 5 mniejszych dzwonów wykonanych przez Odlewnię dzwonów Jana Felczyńskiego w 2000 roku.
|   | Imię              | Waga (kg)   | Ton | Rok odlania | Odlewnia                 |
| - | ----------------- | ----------- | --- | ----------- | ------------------------ |
| 6 | św. Barbara       | ok. 150 kg  | e"  | 2000        | Jan Felczyński, Przemyśl |
| 5 | św. Jan Sarkander | ok. 300 kg  | c"  | 2000        | Jan Felczyński, Przemyśl |
| 4 | św. Maryja        | ok. 500 kg  | a'  | 2000        | Jan Felczyński, Przemyśl |
| 3 | św. Józef         | ok. 1000 kg | f'  | 2000        | Jan Felczyński, Przemyśl |
| 2 | św. Antoni        | ok. 2000 kg | d'  | 2000        | Jan Felczyński, Przemyśl |
| 1 | Miłosierdzie Boże | ok. 3500 kg | b°  | 2007        | Grassmayr, Innsbruck     |

## Figura św. Antoniego
W ołtarzu głównym bazyliki znajduje się figura św. Antoniego, który jest patronem ziemi rybnickiej. Jest to rzeźba ludowo-barokowa, datowana na XVI lub XVII wiek. Pochodzi ona prawdopodobnie z dawnego kościoła farnego leżącego w parku na górce, przy ul. Gliwickiej (obecny Kościół akademicki Wniebowzięcia Najświętszej Maryi Panny). 
W latach 1828–1906 figurka znajdowała się w kaplicy wzniesionej u zbiegu ulic Mikołowskiej i Żorskiej (w miejscu dzisiejszych szerokich schodów, prowadzących na plac koło bazyliki). 

## Proboszczowie i administratorzy
- ks. Franciszek Brudniok (do 1923)
- ks. Tomasz Reginek (1923–1939)
- ks. Franciszek Klimza (1939–1945)
- ks. Józef Garus (1945–1949)
- ks. proboszcz Adam Bieżanowski (1950–1955)
- ks. proboszcz Franciszek Klimza (1955–1957)
- ks. proboszcz Sylwester Durczok (1957–1975)
- ks. proboszcz Alojzy Klon (1975–1998)
- ks. proboszcz Franciszek Musioł (1998–2014)
- ks. proboszcz Grzegorz Olszowski (2014–2018)
- ks. proboszcz Marek Bernacki (od 2018)[6][7][26]

## Galeria

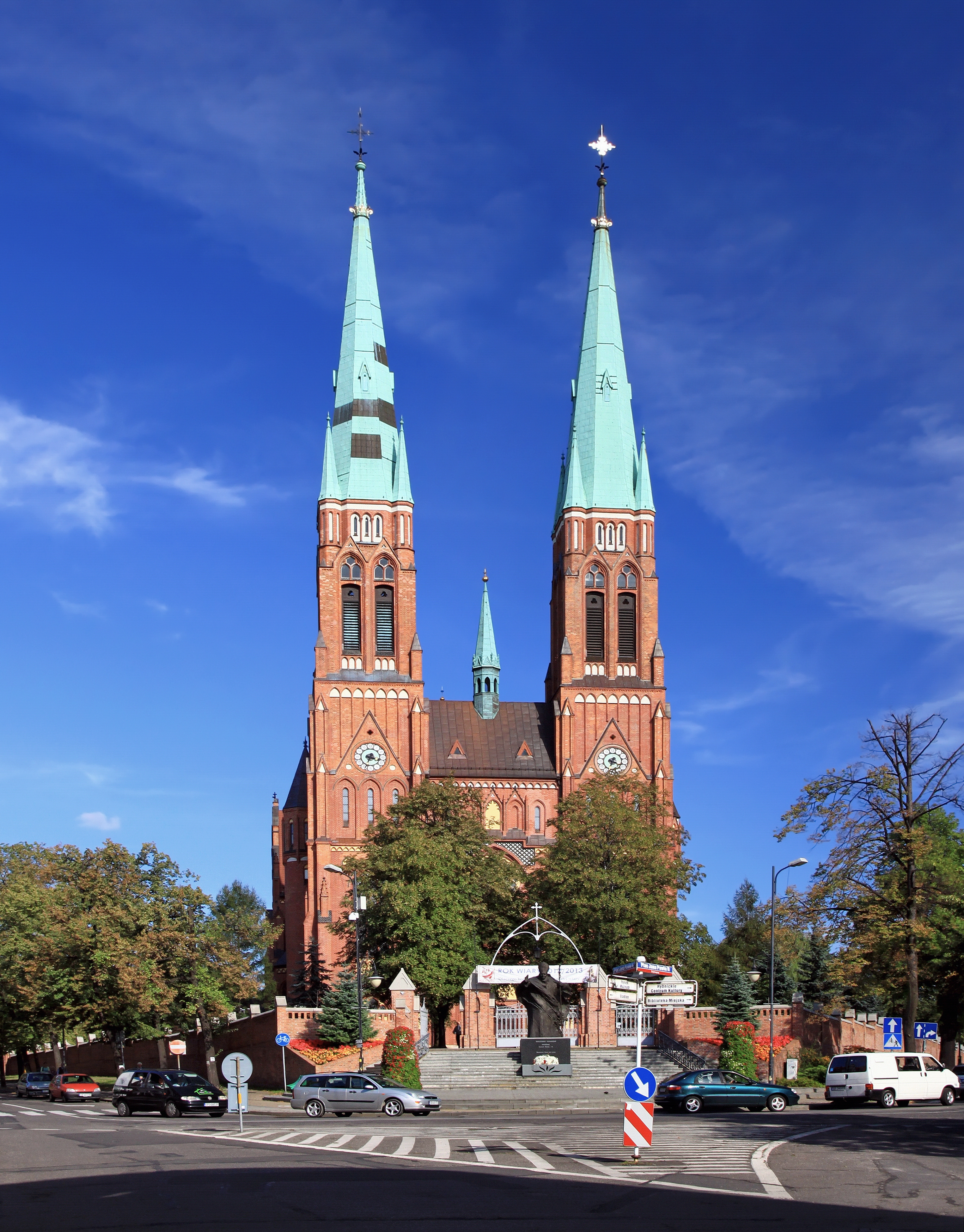
Widok z byłego skweru przed bazyliką
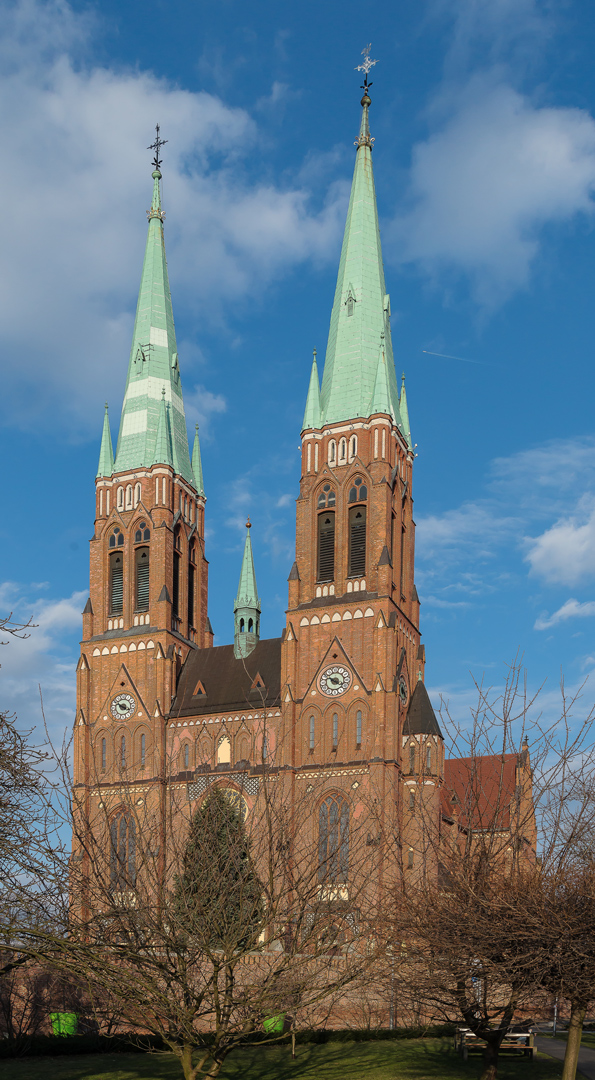
Widok fasady Bazyliki św. Antoniego od strony skweru POW.
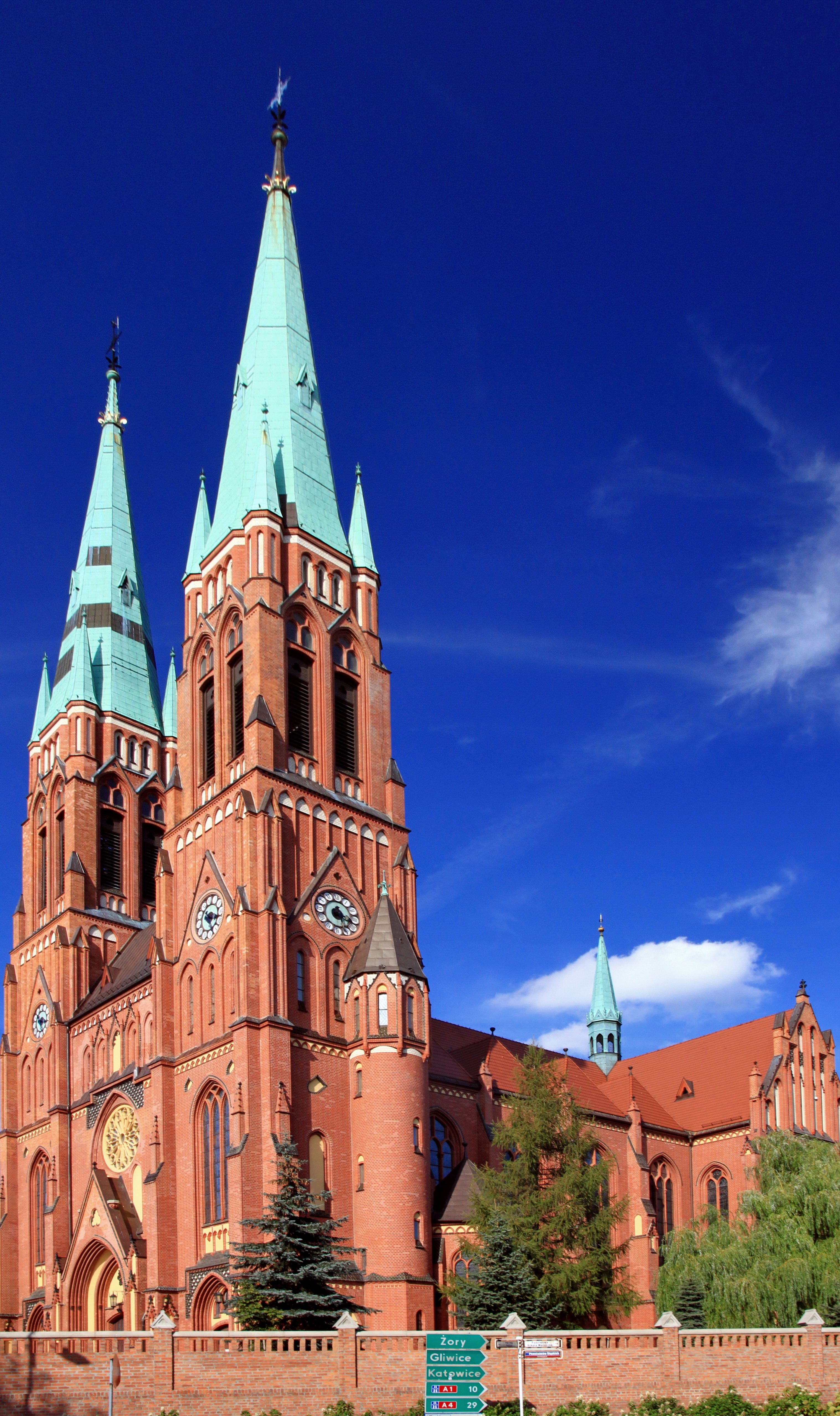
Widok na bazylikę od strony ul. Tadeusza Kościuszki
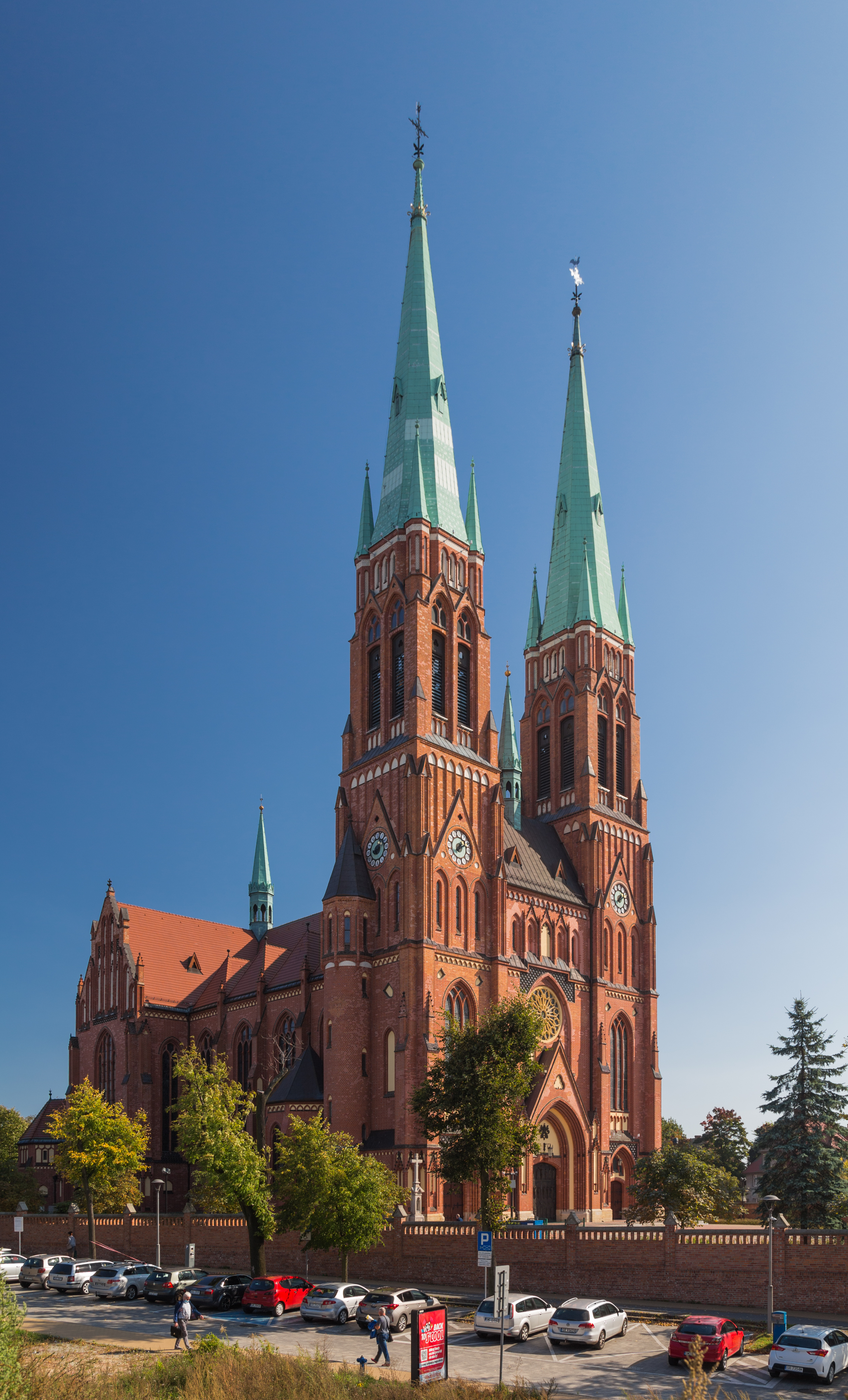
Widok na bazylikę od strony ul. Na Górze
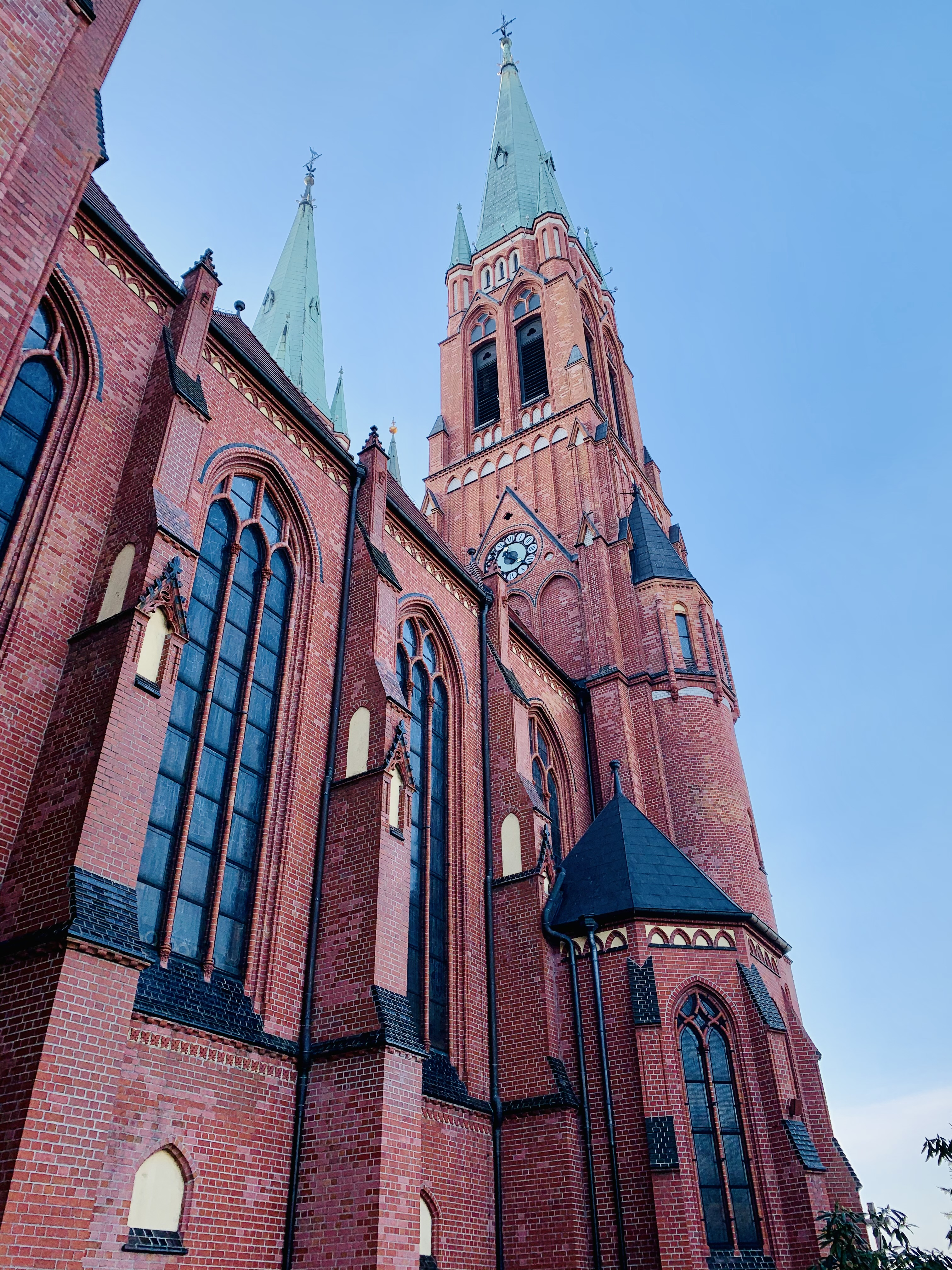
Wieża bazyliki
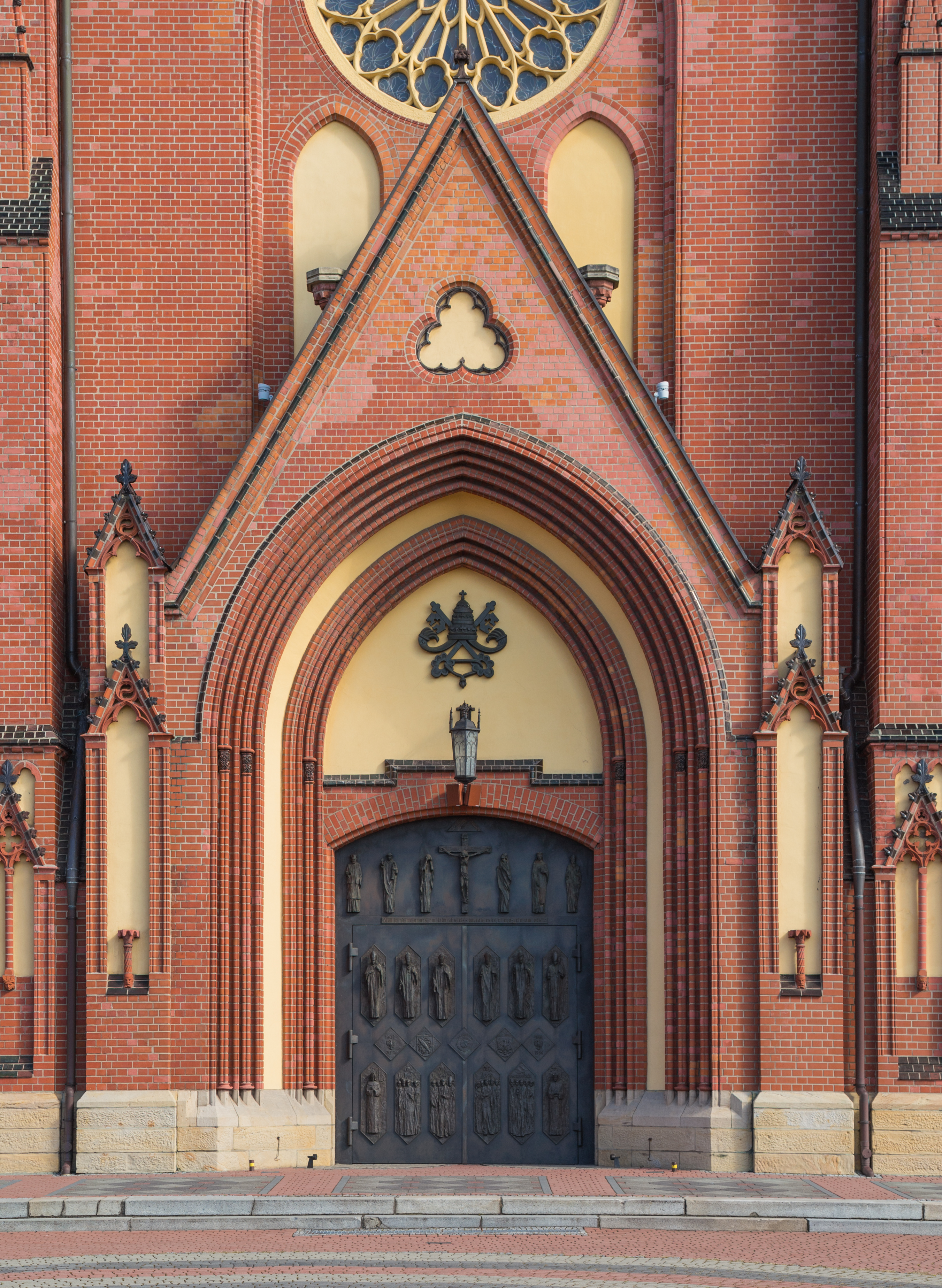
Portal wejściowy
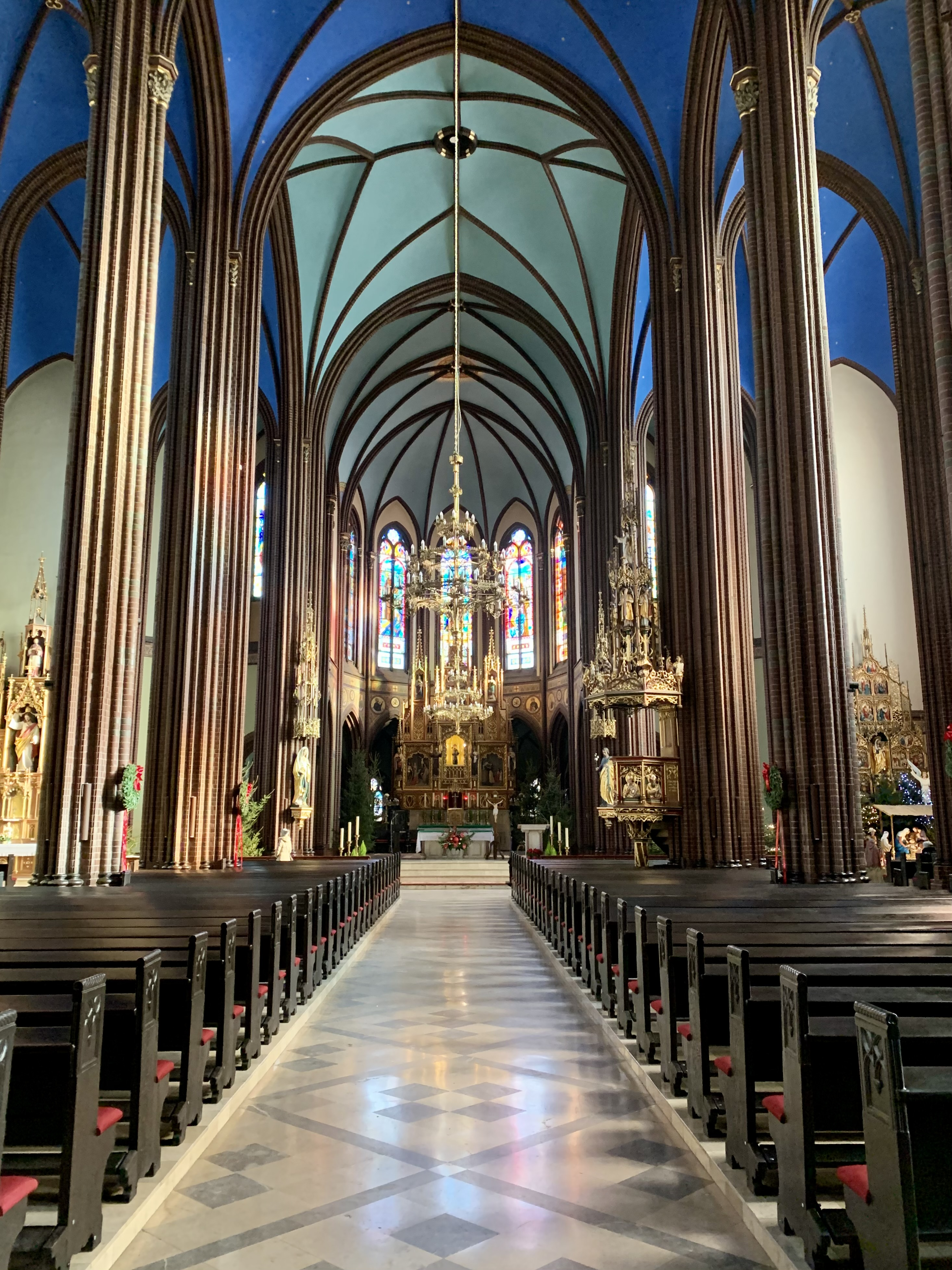
Nawa główna
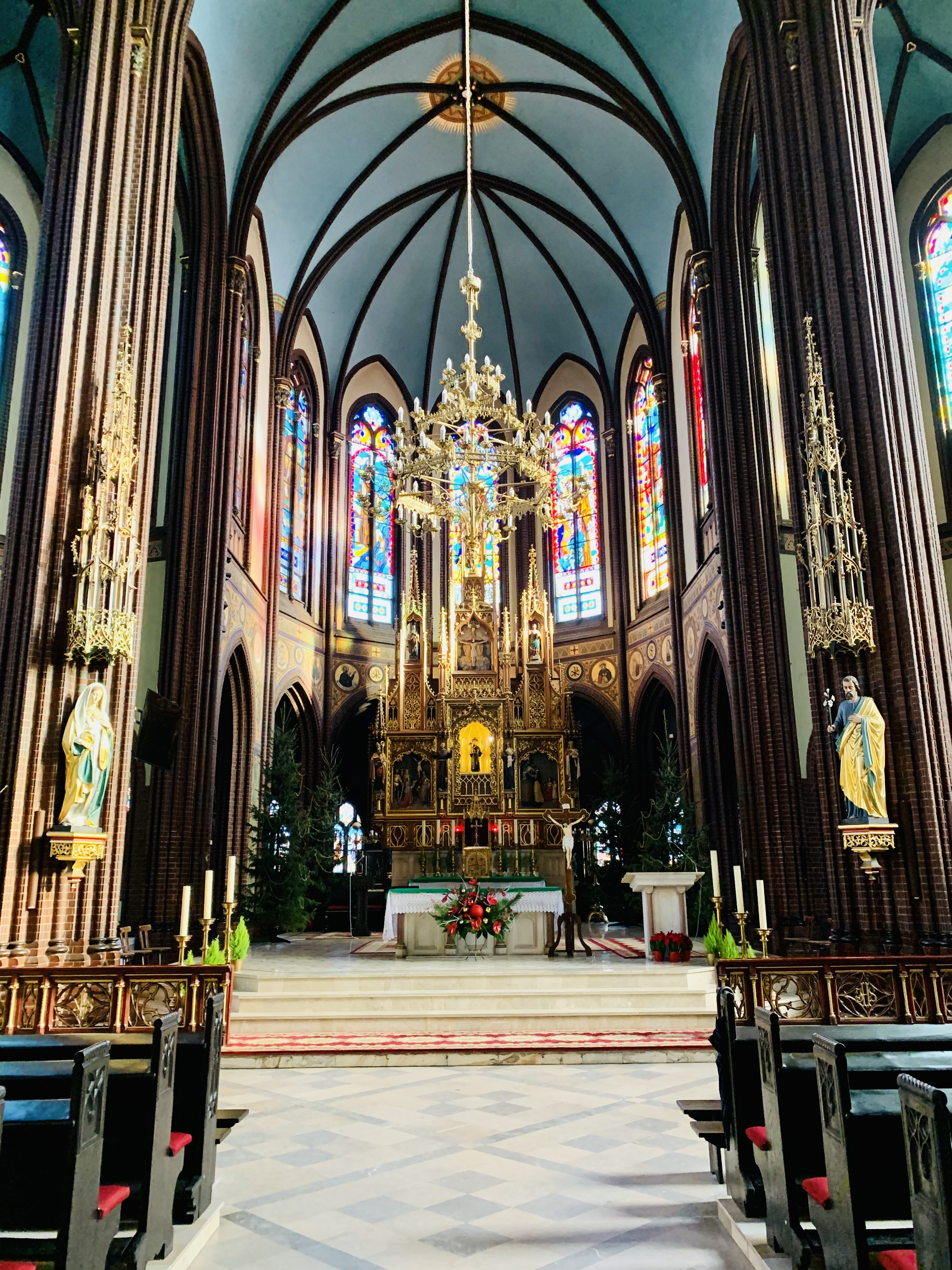
Prezbiterium
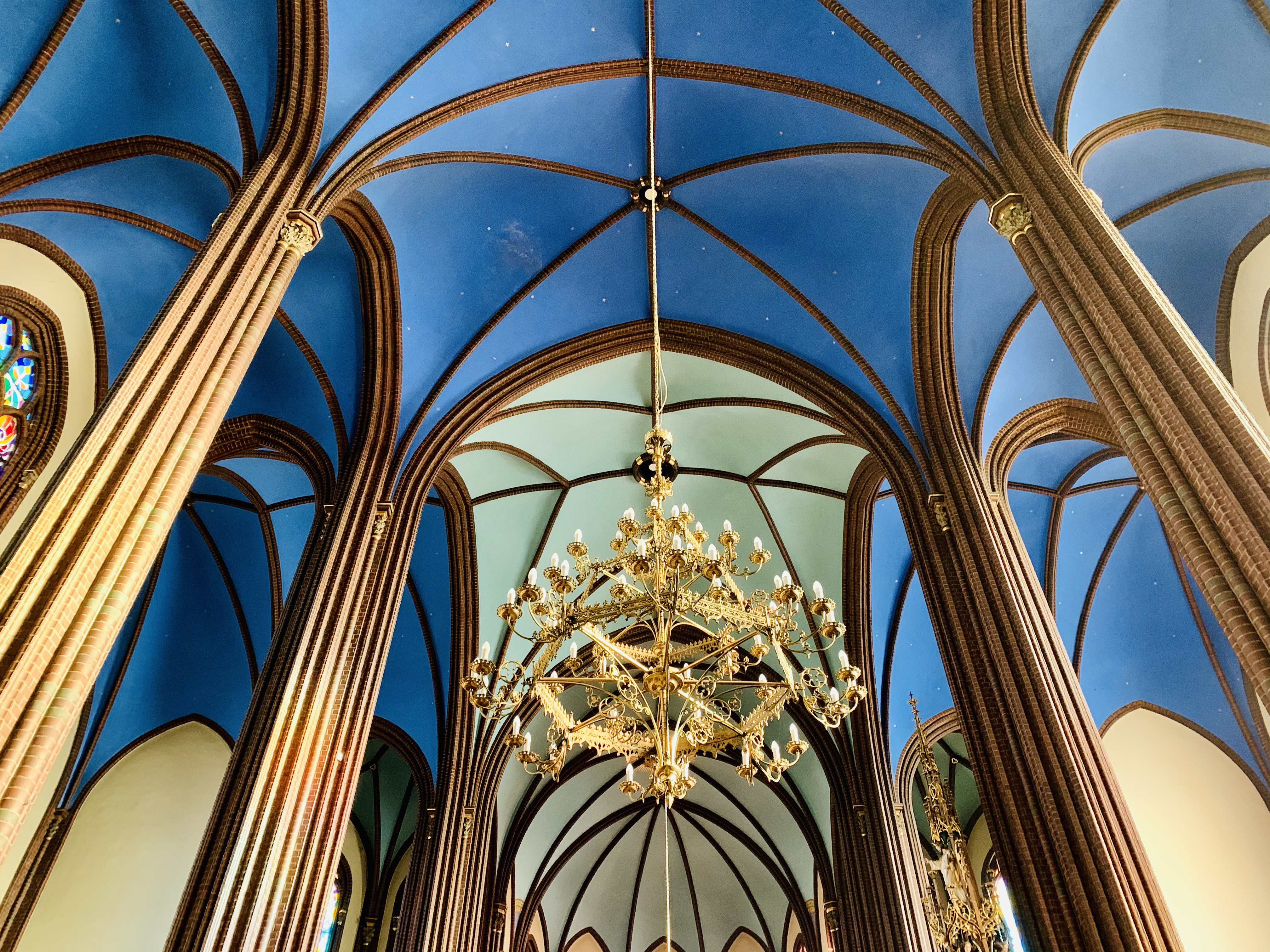
Żyrandol na tle gotyckiego sklepienia
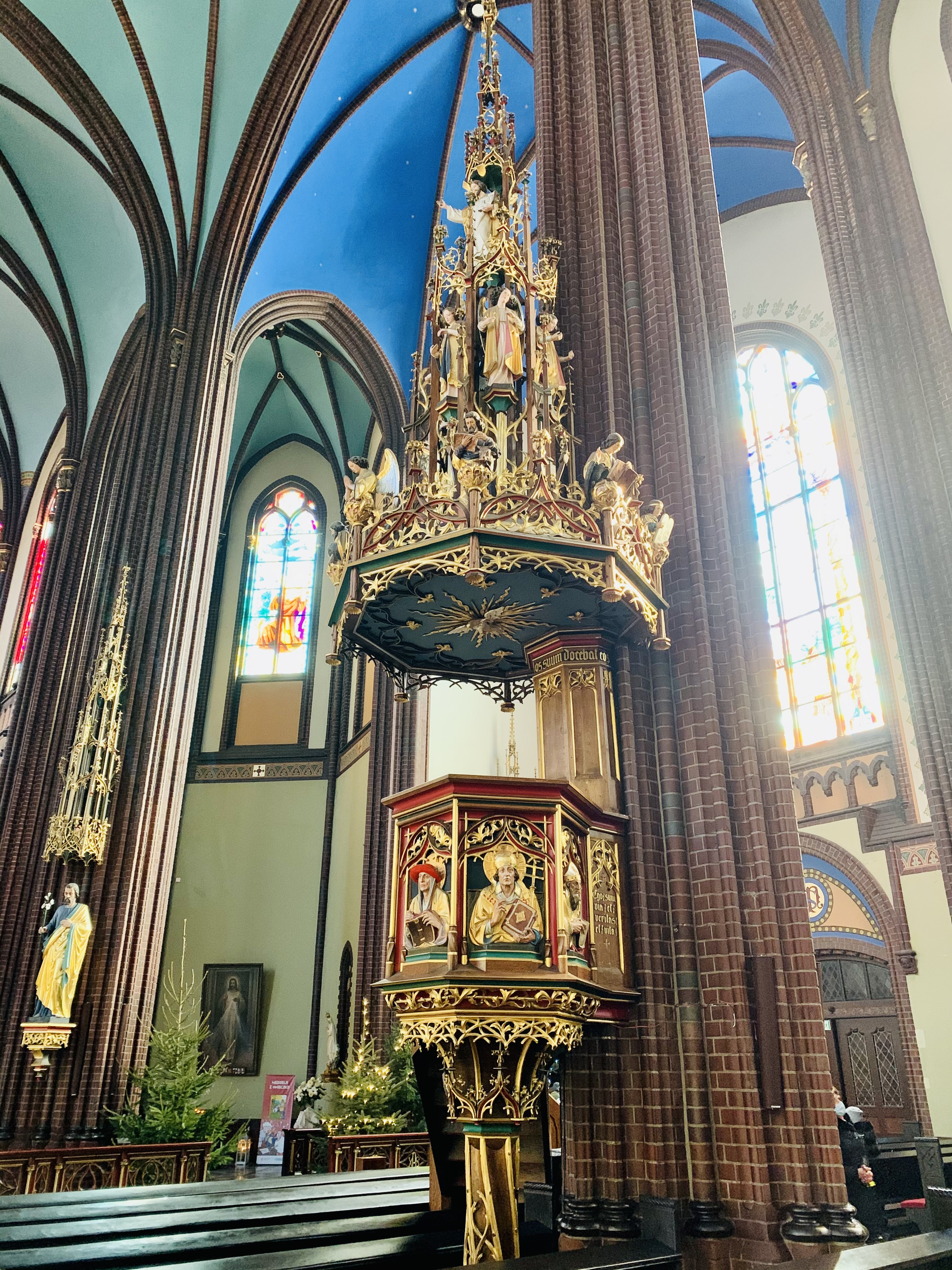
Ambona
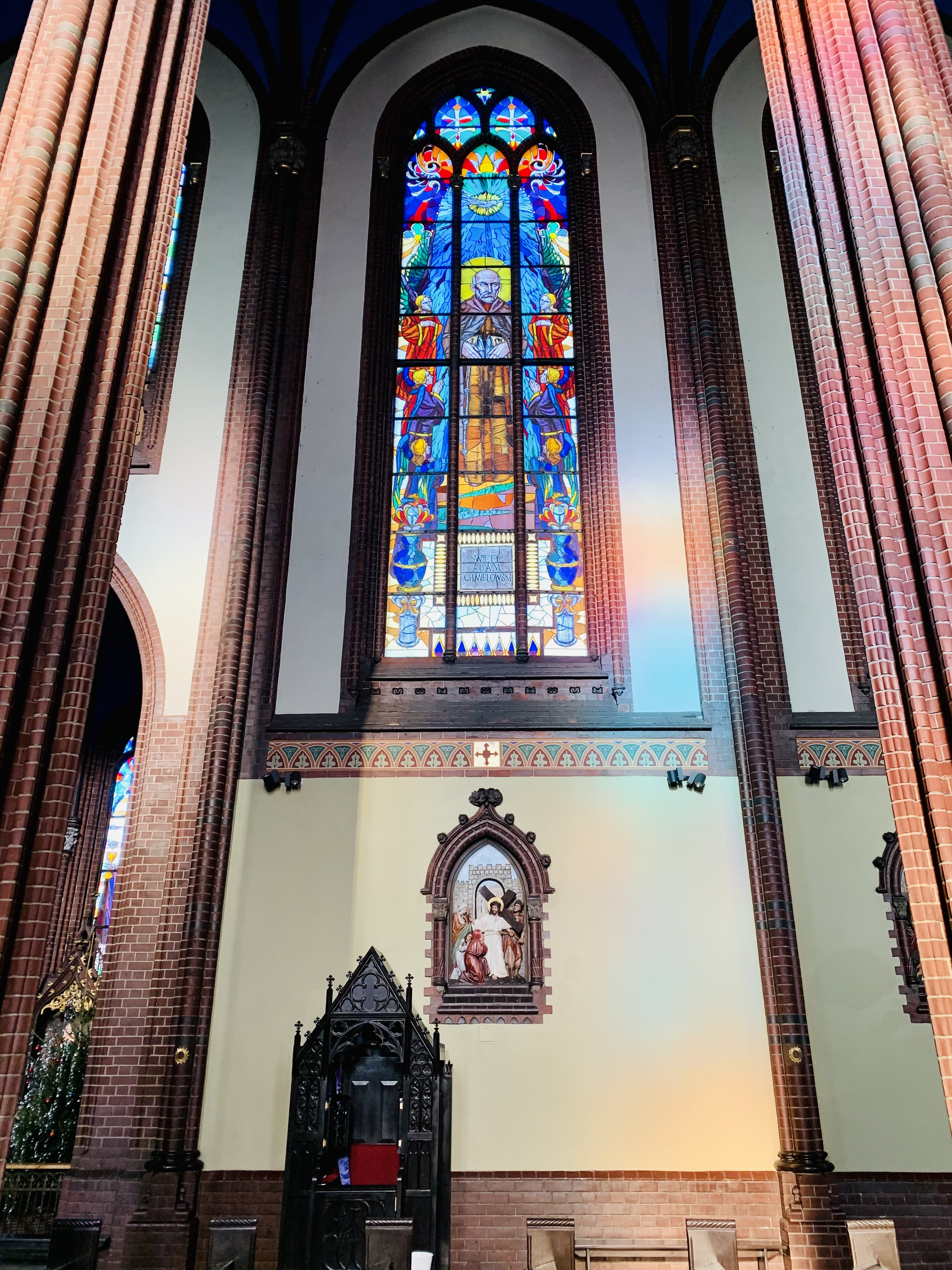
Witraż ze św. Adamem Chmielowskim
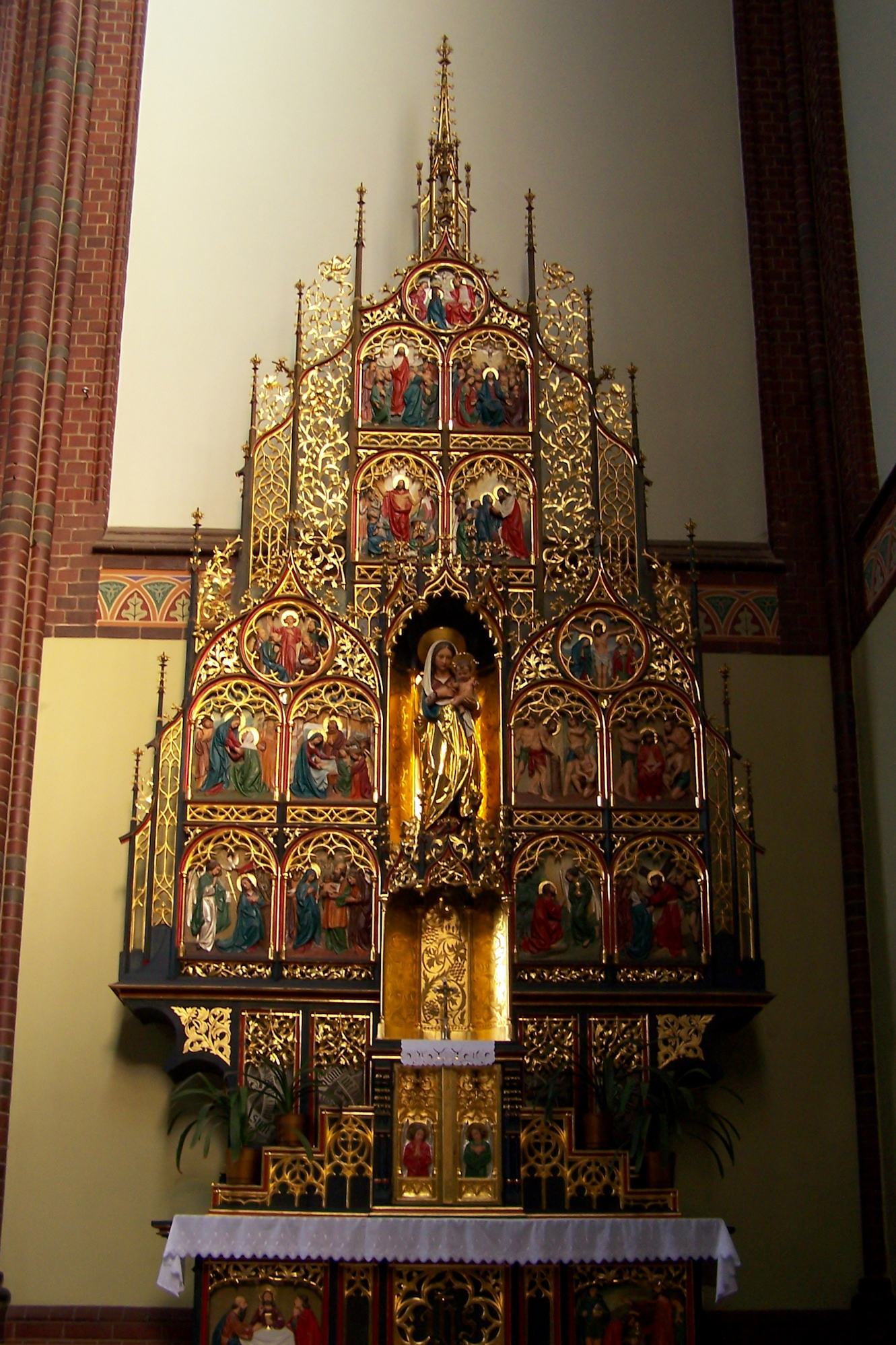
Prawy ołtarz boczny
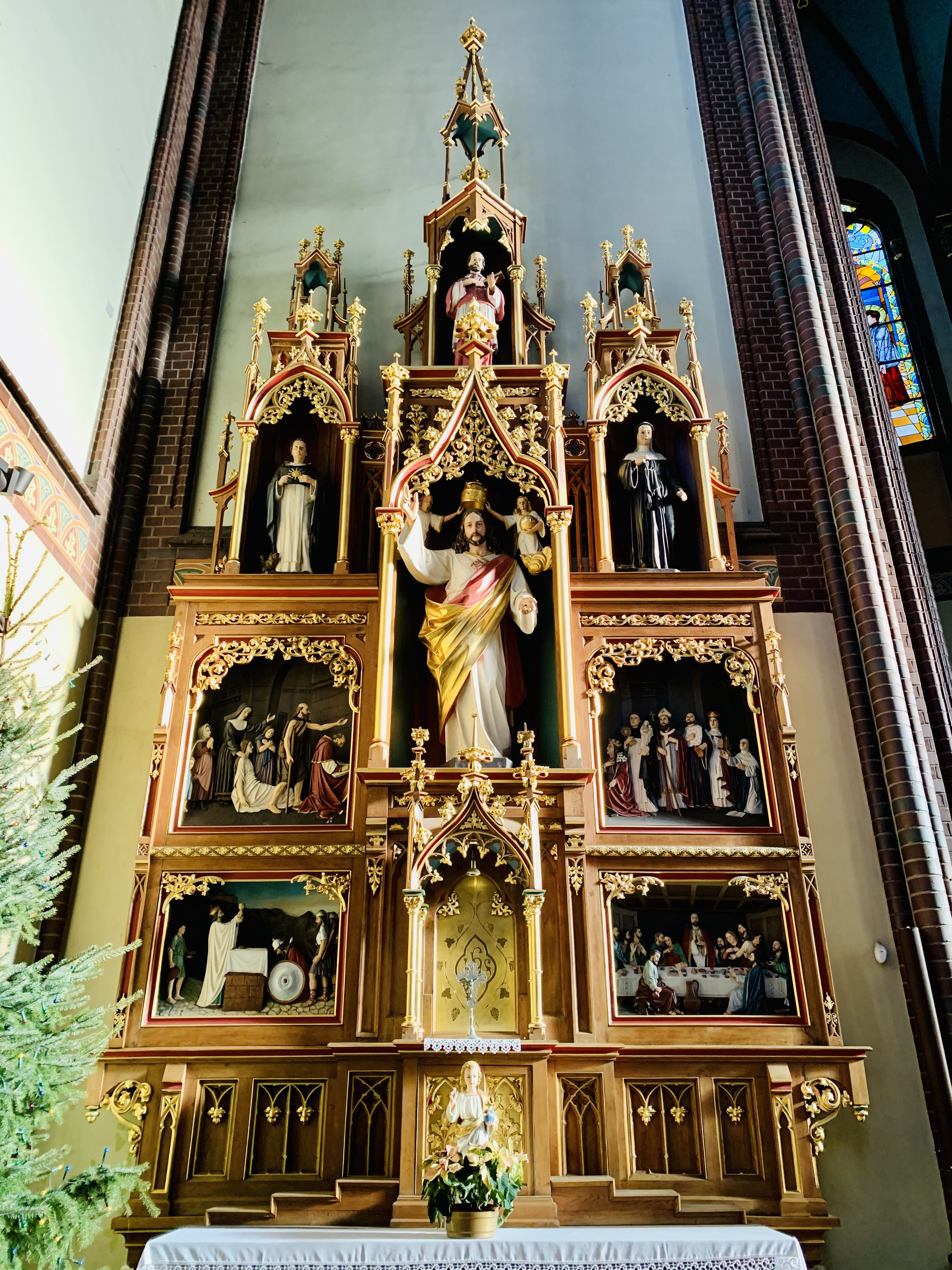
Lewy boczny ołtarz
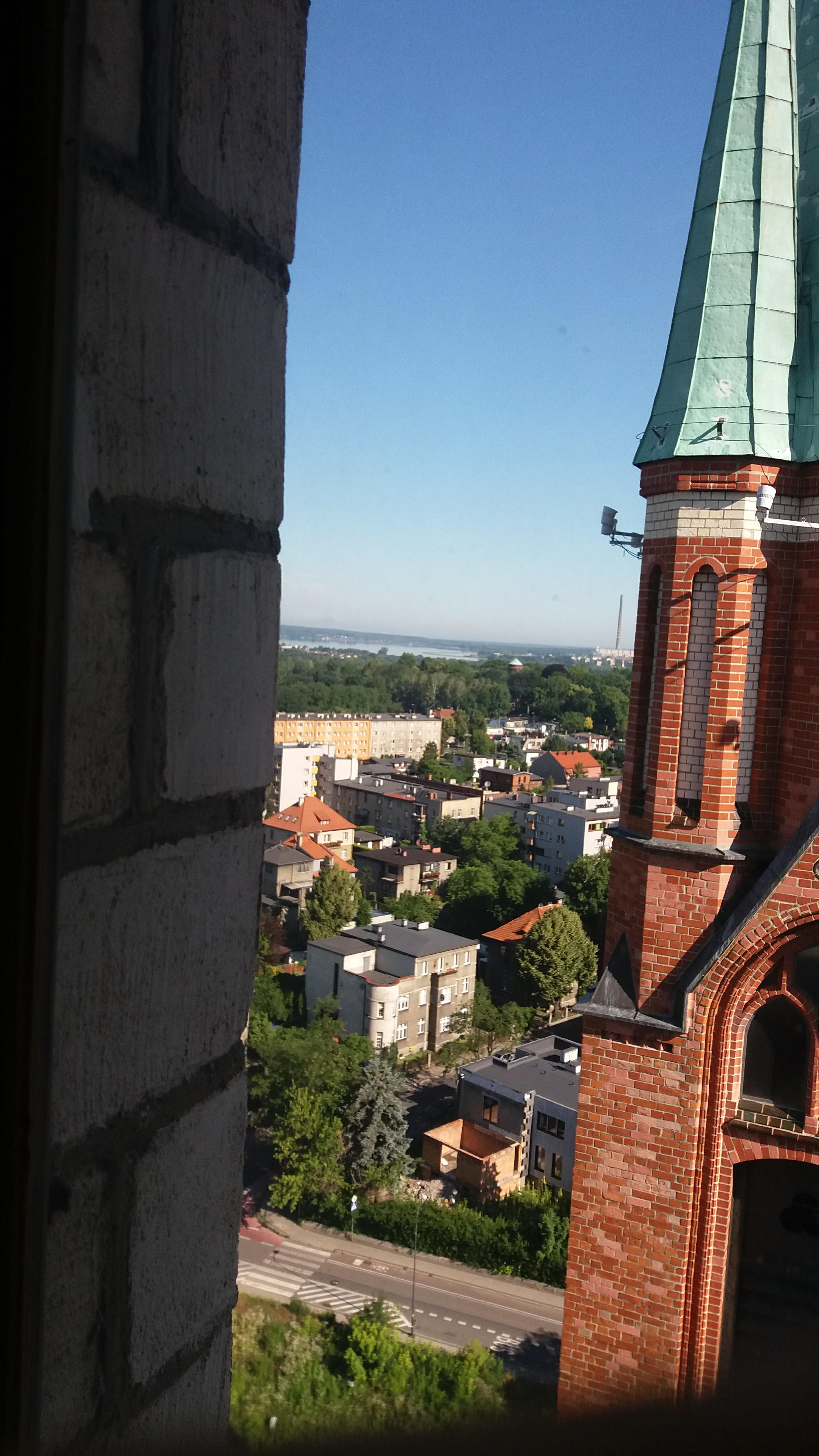
Widok w kierunku północnym z punktu widokowego na południowej wieży. Widoczna dzielnica Północ, Jezioro Rybnickie i Elektrownia Rybnik.